# Det Gamle Riket
Det Gamle Riket è il secondo demo del gruppo viking metal norvegese Windir datato 1995.
La ristampa del demo contiene la bonus track Krystallnatt.

## Tracce
1. Mørkets Fyrste – 7:27
2. Sognarikets Herskarinne – 3:59
3. Røvhaugane – 5:02
4. Krigaren Si Gravferd – 5:48

## Formazione[1]
- Valfar - voce, chitarra, basso, tastiere
- Sorg - chitarra, voce
- Steingrim - batteria

### Ospiti
- Ulvar - voce
- Annette - voce